# Afghan Republic Air Force
La Afghan Republic Air Force fu la designazione internazionale in lingua inglese assunta dall'aeronautica militare della repubblica dell'Afghanistan dal 1973 al 1982.

## Storia
Nel colpo di stato "senza sangue" del 1973, re Zahir Shah fu deposto e Mohammed Daoud Khan divenne presidente della Repubblica. Durante i suoi cinque anni al potere, fino al colpo di stato comunista del 1978, Daoud ha fatto affidamento sull'assistenza sovietica per migliorare le capacità e aumentare le dimensioni della forza aerea Afghana, introducendo nuovi modelli di caccia MiG-21 di costruzione sovietica e An-24 e Trasporti An-26. 
Nonostante i miglioramenti nella metà degli anni '70, l'Air Force afgana rimase relativamente piccola fino a dopo l'invasione sovietica dell'Afghanistan del 1979-80 e la costituzione della Repubblica Democratica dell'Afghanistan.